# هيروشي يوشيدا (رسام)
هيروشي يوشيدا (باليابانية: 吉田博 ) (و. 1876 – 1950 م) هو رسام، ومصمم مطبوعات ياباني، ولد في كورومي، فوكوكا، توفي عن عمر 74 عاماً.

## المعرض

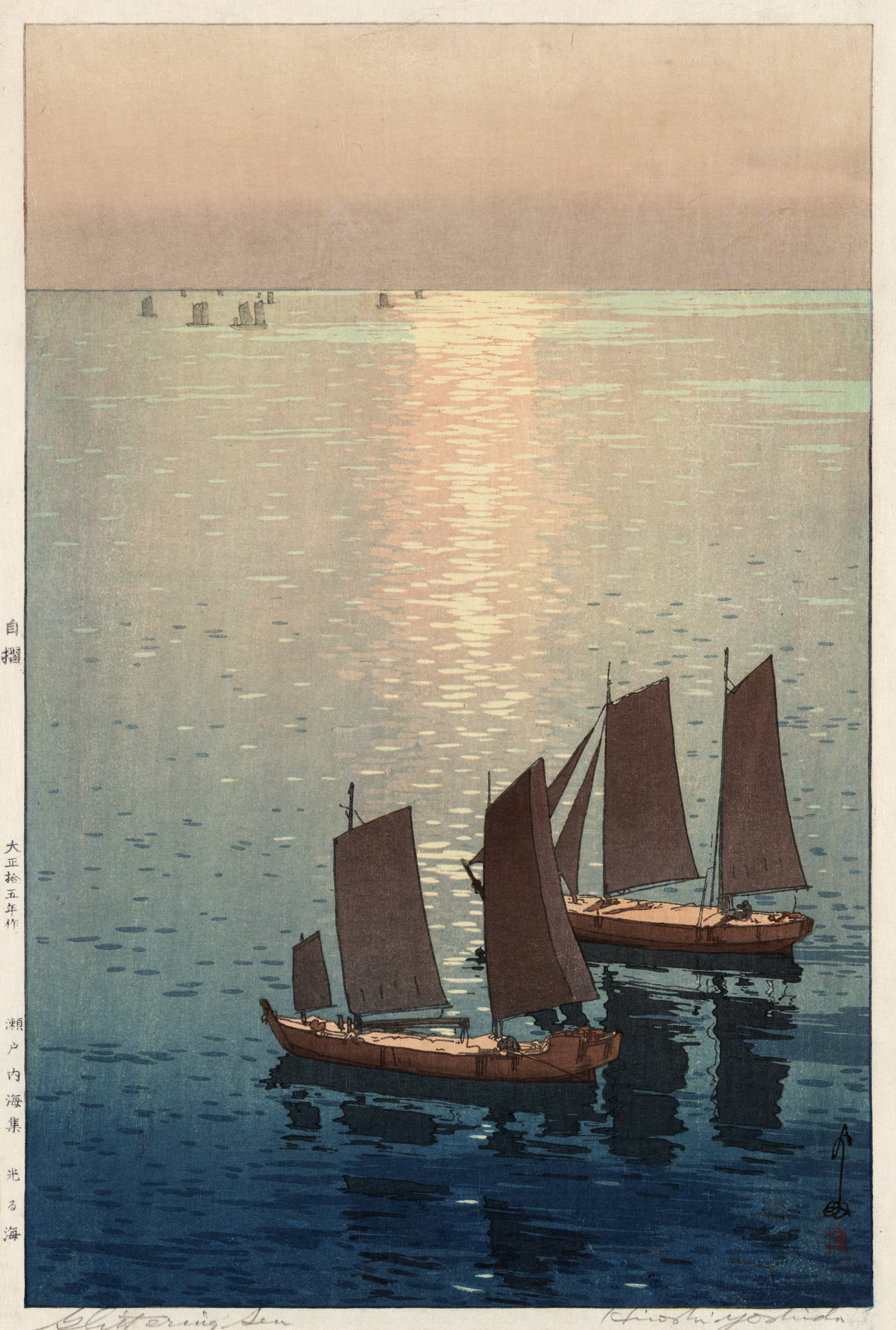
بحر متلألئ، 1926.
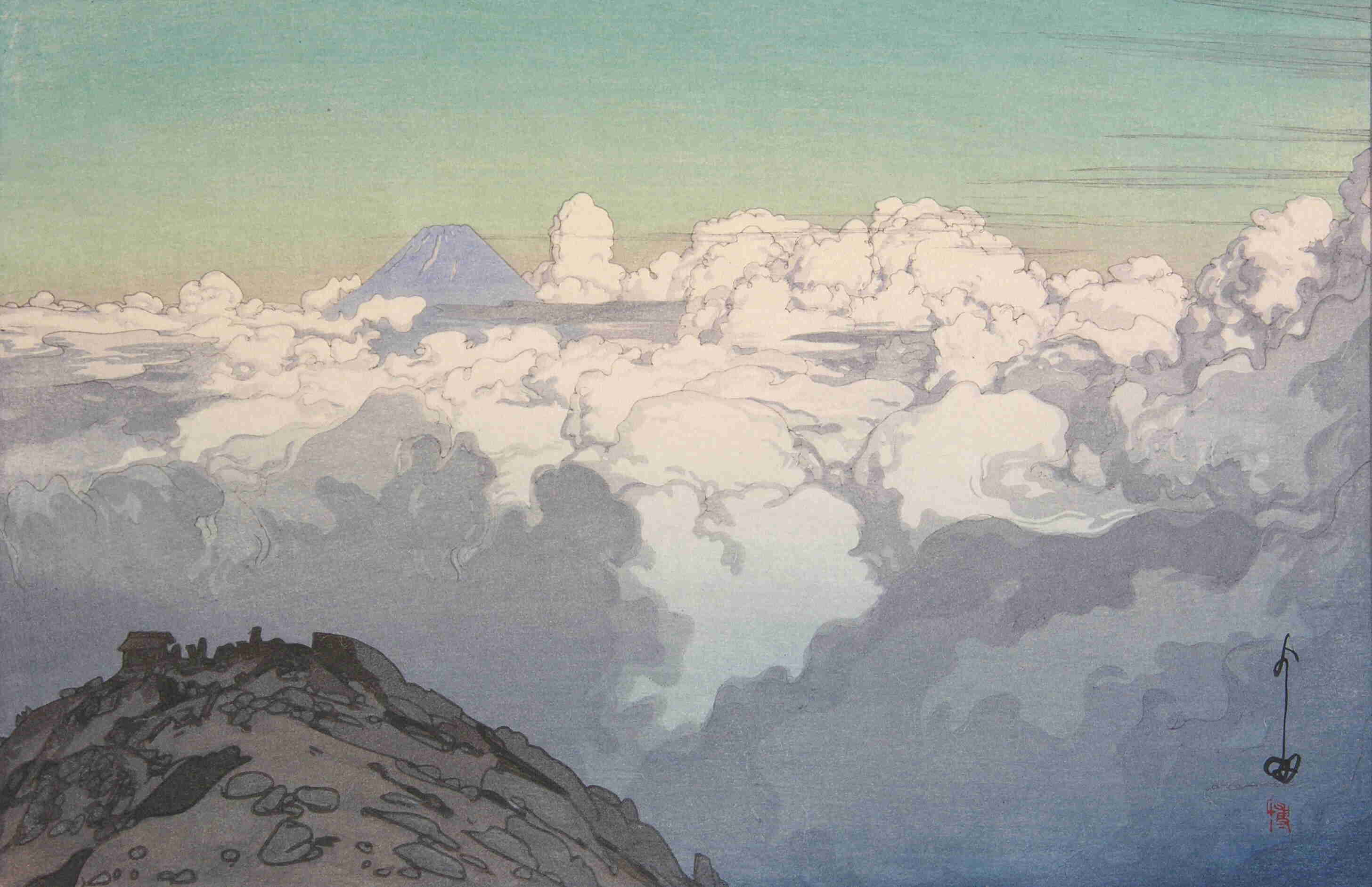
مشهد من كُومَاقَاتَاكِي، 1928.
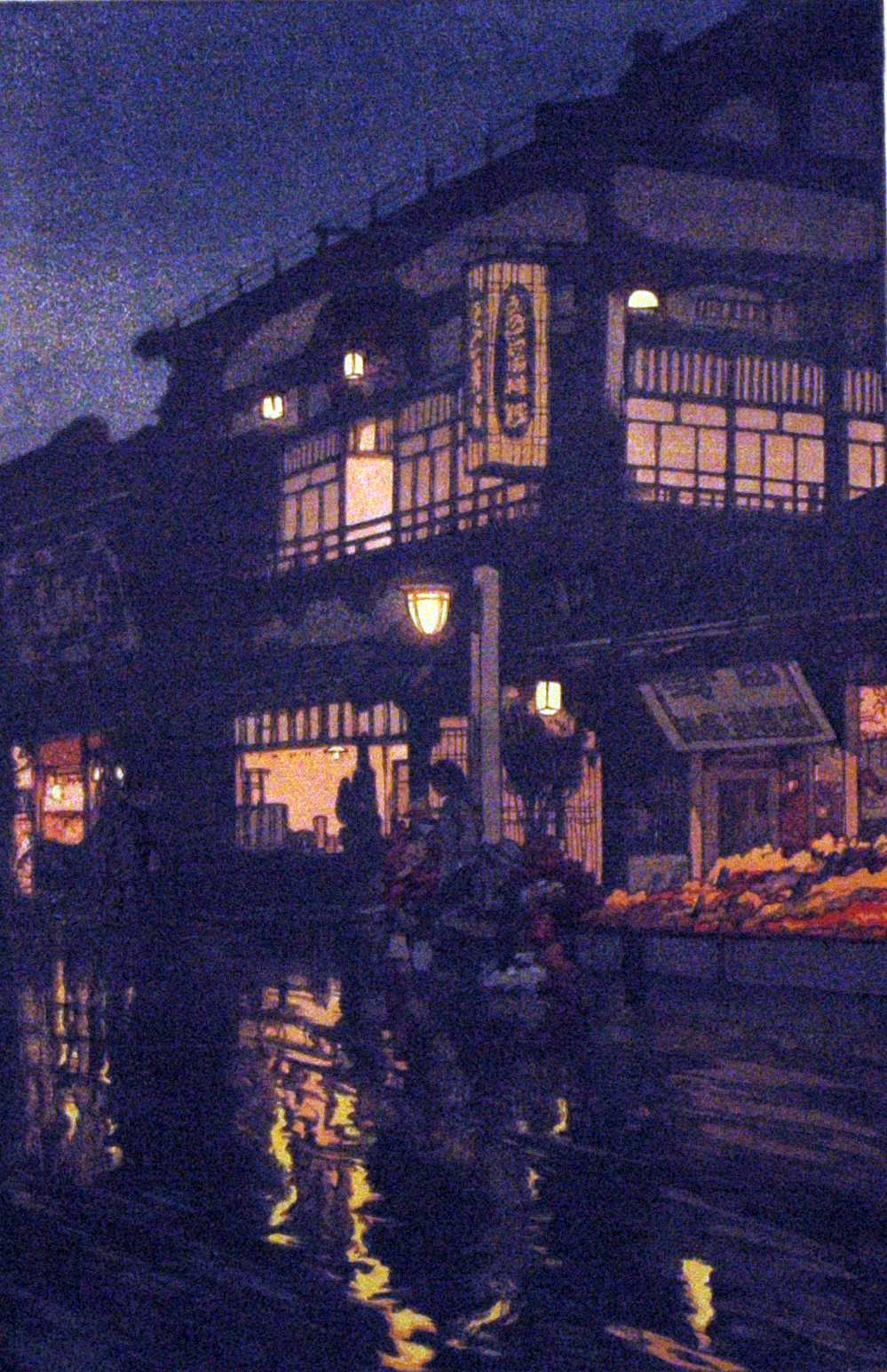
كُومَاقَاتَاكِي، شارع بعد ليلة ممطرة، 1929
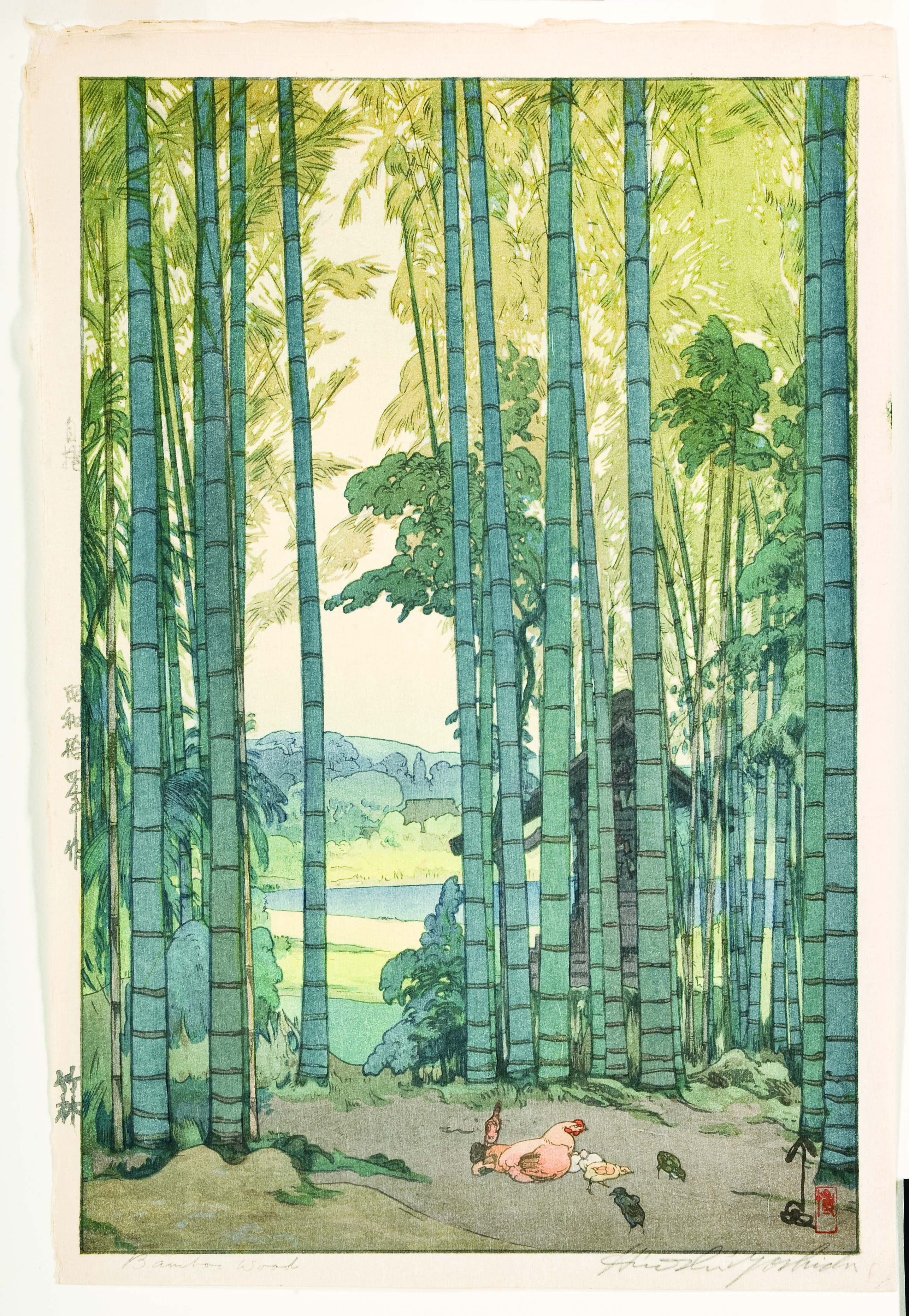
غابة خيزران، 1939.
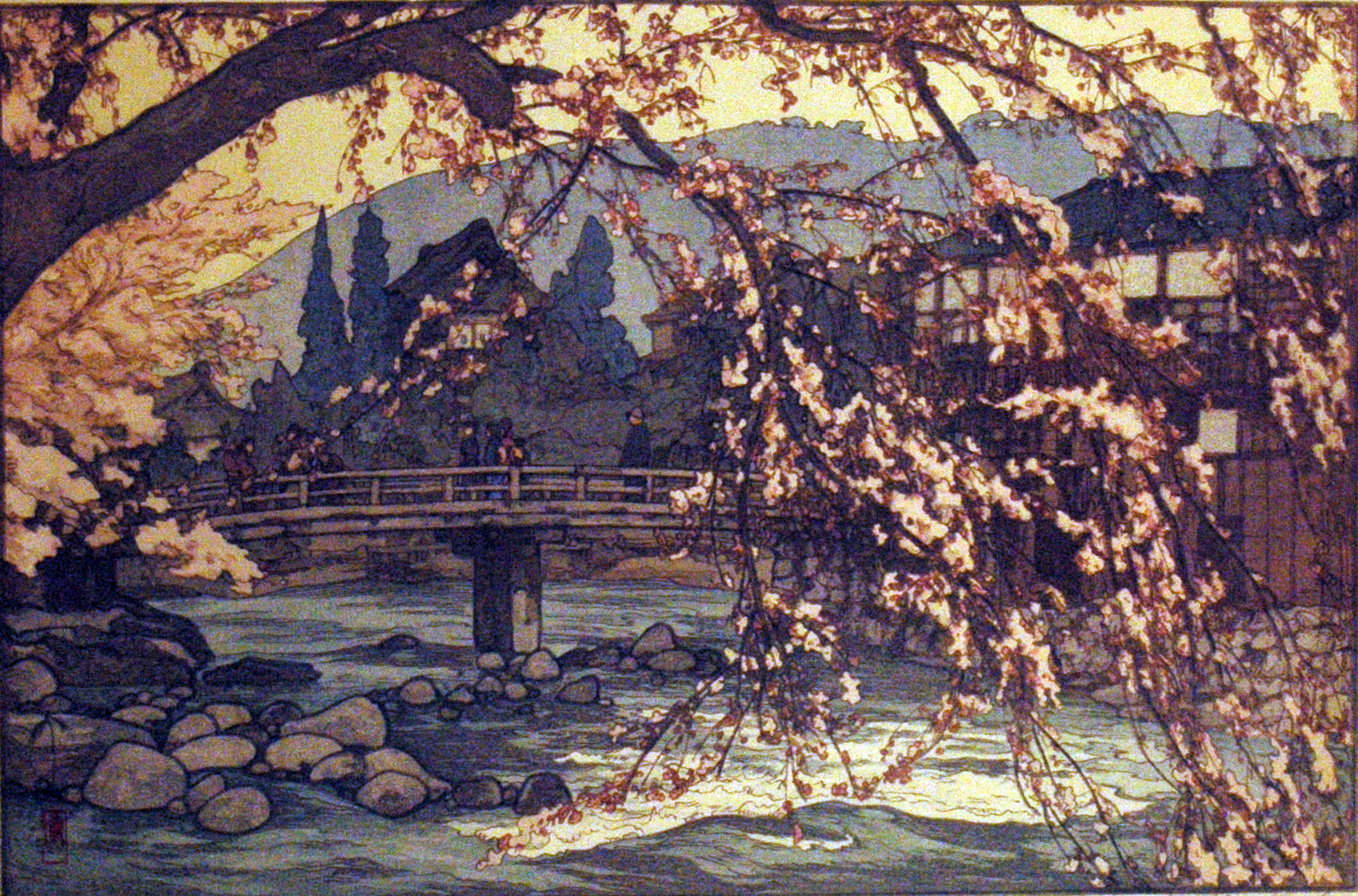
الربيع في نبع حار، 1940.